# Paul Cottin
Pour les autres membres de cette famille, voir Famille Cottin (Seine) et pour les homonymes, voir Cottin.
Ne doit pas être confondu avec Paul Joseph Cottin.
Paul Cottin, né le 5 juin 1856 à Boussy-Saint-Antoine et mort le 22 février 1932 à Paris (16e) est un érudit et bibliothécaire français.

## Biographie

### Origines
Les Cottin, à La Chapelle et La Villette, depuis le XVIe siècle, sont entrepreneurs des boues chargés du nettoiement de Paris, de la fourniture des chandelles et de l'entretien des lanternes publiques. En 1738, Jean et Louis Cottin sont responsables des quartiers de la Cité et de la place Maubert. Jean Cottin exploite vers 1760 la ferme de Saint Lazare (ndlr : décrite dans Manon Lescaut et Casanova), à la Chapelle, possède neuf chevaux, trois carrioles à boues en plus de son matériel agricole (charrues, herses, etc), paie 575 lt d'impôts par an et possède 40 000 lt. Guillaume Cottin, en 1784, travaille lui 33 hectares (66 arpents). En application d'un arrêt du Conseil du 7 juin 1779, l'entreprise passe sous la direction de Jean Chéradame, à partir du 10 juin 1782 ; puis en 1788, est chargé de 20 % du nettoiement de Paris et Chéradame 13 %. Ils sont aussi plâtriers et propriétaires des carrières d'Amérique, Butte Beauregard qui devient le Parc des Buttes-Chaumont :

« Un petit groupe de familles étroitement apparentée accapare littéralement les marchés surtout ceux de la rive droite bien sûr, mais pas uniquement. La persistance des patronymes est frappante. Il en va ainsi de la parentèle Cottin, présente même au delà de la Révolution. Ces laboureurs - la qualité sociale que leur donnent généralement les actes notariés - de la banlieue nord sont des "coqs de village" comme on désigne alors les plus aisés des producteurs agricoles. Ils possèdent depuis longtemps des prés, des terres labourables ainsi que des jardins. Installés au coeur de la ceinture maraîchère du nord de Paris, certains cultivent des herbes et salades, ce qui justifie une utilisation importante de fumier. Leurs chevaux leur permettent d'exploiter des superficies appréciables. Sans atteindre les fortunes considérables des gros laboureurs de la plaine de France plus au nord, ne sont pas les plus pauvres qui s'occupent des ordures. »

— (Extrait d'A vos poubelles citoyens ! Environnement urbain, salubrité, de Nicolas Lyon-Caen, Raphaël Morena, Champ Vallon, 2020

### Famille
Fils de notaire, cousin de l'académicien Frédéric Masson, beau-frère d'Édouard Lefebvre de Béhaine, secrétaire de Napoléon-Jérôme Bonaparte (et cousin des Goncourt), de l'exécuteur testamentaire de l'empereur Napoléon III, Robert Cottin, neveu du conseiller d'État du Second Empire Auguste Cottin, détaché auprès d'Eugène Rouher (Son Excellence Eugène Rougon dans le roman d'Émile Zola), petit-fils de Pierre Cottin, propriétaire de la propriété familiale de Champrosay achetée par Alphonse Daudet, fréquentée par Leconte de Lisle, Tourgueniev, Huysmans, Flaubert, Guy de Maupassant, Marcel Proust, Maurice Barrès, Jules Renard où décède Edmond de Goncourt.
Il est le père de l'ingénieur aéronautique, Claude de Cambronne, d'André Cottin, de la comtesse Marie-Thérèse Lacroix de Vimeur de Rochambeau, l'oncle de Marguerite-Marie Cottin, épouse de l'industriel Gaston Goüin, le grand-père de la rédactrice en chef du magazine ELLE, Laurence de Cambronne (en), arrière grand-père de l'obstétricien Bertrand de Rochambeau, le grand-oncle du producteur de cinéma Jean Cottin et l'arrière-arrière-grand-père de la comédienne Camille Cottin.

### Bibliothèque de l'Arsenal
Après un stage à la Bibliothéque nationale, il est recruté, en 1881, comme sous-bibliothécaire de l'Arsenal, poste auquel il succède à José-Maria de Heredia au début du XXe siècle, il fut également écrivain, historien et éditeur scientifique de documents historiques et littéraires, aux côtés d'Eugène Muller, d'Henry Martin (1852-1927), archiviste paléographe et Édouard Thierry (1813-1894), administrateur de la Comédie-Française puis de l'Arsenal.

« Fonds peu considérable (surtout au point de vue parisien), improprement désigné parfois sous le nom de Fonds Grégoire, en raison d'un don ou d'un legs fait par l'ancien évêque de Blois de documents relatifs aux colonies et à la traite des nègres. Sous la cote générique 7189 (1789), suivie d'un exposant, sont classés à la fin des livres relatifs à la première Révolution et aux événements de 1830, de 1848 et de 1870. Le récolement des brochures, entrepris par M. Loredan Larchey et continué par M. Paul Cottin, a fourni un supplément de quelque importance à ce premier fonds. »

— Extrait de Bibliographie de l'histoire de Paris pendant la révolution, 1890, de Maurice Tourneux
Restif de la Bretonne, écrivain libertin du XVIIIe siècle, fit le relevé de ses graffitis sur les parapets des ponts de l'Île Saint-Louis dans un recueil posthume intitulé Mes inscriptions, préfacé par Paul Cottin qui publie également les Souvenirs écrits de Roustam Raza, mamelouk de Napoléon Ier et les lettres enflammées de Mirabeau à Sophie de Monnier.

### Nouvelle revue rétrospective
La revue Rétrospective fut fondée par Jules-Antoine Taschereau, administrateur général de la Bibliothèque impériale, secrétaire général de la Préfecture de la Seine sous Louis Philippe, puis député à l'Assemblée constituante et causa, en 1848, la perte du député Auguste Blanqui, en publiant des documents compromettants. Cottin installe les bureaux de la Nouvelle Revue rétrospective, au 55, rue de Rivoli, (futur Bazar de l'Hôtel de Ville puis BNP Paribas), où se trouvent les bureaux de Paul Déroulède, fondateur boulangiste de la Ligue des patriotes, et le cabinet d'avocat de son frère André Déroulède, "qui plantent les drapeaux sur les balcons et manifestent bruyamment avec les passants: « La route vers Berlin est ouverte » criait la foule massée dans les rues". C'est également l'adresse de leurs parents à tous les deux.

« Un très érudit bibliothécaire de l'Arsenal, M. Paul Cottin, a entrepris depuis quelque temps une publication modeste, sans fracas et ne cherchant même pas, j'imagine, à dépasser le cercle d'un public de choix. Il n'en est pas moins vrai que, avec son simple sous-titre de "recueil de pièces intéressantes et de citations curieuses", le petit volume qui nous arrive tous les six mois, est infiniment attachant et piquant: c'est une mine de documents historiques qui prêtent le plus souvent à de plaisants rapprochements. »

— Extrait de L'Année littéraire, 1885, de Paul Ginisty
Il publie également dans la revue  La Famille royale préservée au Temple. Extrait du récit de ce qui s'est passé au Temple dans les journées des 2 et 3 septembre 1792, dont le manuscrit a été cité par son associé, Georges Bertin en 1888, le récit des événements dans la Révolution de Paris, qui présente la princesse de Lamballe comme une comploteuse, il publie aussi trois lettres de Charles-François Delacroix, père du peintre Eugène Delacroix, qui réside jusqu'en 1867, à Champrosay non loin de la maison de son père, et appartenant à Charles Gadala, agent de change et beau-père de Marie-Thérèse Gadala.

### Affaire Louis XVII
En 1895, le cœur "Pelletan" du dauphin Louis XVII est remis au « duc de Madrid », Charles de Bourbon (1848-1909) – prétendant légitimiste au trône de France – par Paul Cottin. Le cousin de Marie Brémard, son épouse n'est autre que l'architecte Pierre-Édouard Dumont, constructeur avec Gustave Eiffel, du Château des Gadelles, propriétaire et donateur du cœur. Celle-ci est également la cousine de Frédéric Brémard, apparenté à la famille du bienheureux Frédéric Ozanam, fondateur de la Société de Saint-Vincent-de-Paul. En 1909, Jacques de Bourbon, hérite du cœur, puis sa sœur la princesse Fabrizio Massimo, née princesse Béatrice de Bourbon (« fille de France »), et enfin en 1938, la fille de celle-ci, Mme Charles Piercy, née princesse Marie-des-Neiges Massimo (1902-1984),.

« Souhaitons que cette nouvelle édition d'un livre écrit avec talent, contribue non seulement à inspirer à ceux qui liront les souffrances de Louis XVII, l'horreur des crimes qu'entrainent parfois les passions et les calculs politiques, mais aussi à rendre plus sympathiques et plus populaire encore, s'il est possible, le souvenir de ce pauvre enfant auquel, par une amère ironie, la nature avait prodigué" ses meilleurs dons, et qui, selon l'expression de Pelletan "n'avait pas besoin de la grandeur de son origine pour commander l'amour et faire pleurer sur ses malheurs et sur sa perte !" »

— Extrait de la Préface de Paul Cottin, Louis XVII, son enfance, sa prison et sa mort au Temple, d'après des documents inédits des Archives nationales, 2 vol., 1884-1887, de Régis de Chantelauze

## Publications

### Préfaces
- Préface de Mes Inscriptions. Journal intime de Restif de la Bretonne (1780-1787).
- Préface de Jasseron. 2000 ans d'histoire.
- Préface de Lettres à Sophie, Sophie de Monnier et Mirabeau d'après leur correspondance secrète inédite (1775-1789).
- Préface de Toulon et les Anglais en 1793, d'après des documents inédits.
- Préface de Louis XVII, son enfance, sa prison et sa mort au Temple, d'après des documents inédits des Archives nationales. Découverte des ossements du dauphin en 1846 dans le Cimetière Sainte-Marguerite, de Régis de Chantelauze.

### Revues
- Nouvelle Revue Rétrospective, publication dirigée par Paul Cottin, de 1884 à 1904, au 55, rue de Rivoli.

### Ouvrages
- Mémoires du sergent Bourgogne 1812-1813.
- Souvenirs de Roustam, mamelouck de Napoléon 1er (préface de Frédéric Masson), Librairie Paul Ollendorff.
- L'Angleterre devant ses alliés 1793-1814.
- Manuscrits de la bibliothèque Charles de Spoelberch de Lovenjoul.
- Correspondance - Documents concernant Musset.
- Journal inédit du Duc de Croy, publié d'après le manuscrit autographe conservé à la bibliothèque de l'Institut, avec introduction, notes et index, par le Vicomte de Grouchy, Paris, Ernest Flammarion éditeur, tome 1 (1718-1761)[16] ; tome 2 (1762-1771)[17] ; tome 3 (1772-1777)[18] ; tome 4 (1777-1784)[19].
- Lettres à Sophie, Sophie de Monnier et Mirabeau d'après leur correspondance secrète inédite (1775-1789).
- Toulon et les Anglais en 1793 (1897), prix Thérouanne en 1899, Hachette Livre BNF (1 mai 2012).
- Rapports Inédits du Lieutenant de Police René d'Argenson (1697-1715).
- Un Protégé de Bachaumont : Correspondance Inédite du Marquis d'Éguilles (1745-1748).
- Lorédan Larchey, (1831-1902), Forgotten Books (9 janvier 2019).
- Journal inédit de Mme Moitte, femme de Jean Guillaume Moitte, statuaire, membre de l'Académie des beaux-arts, (1805-1807).

## Récompenses
- 1899 : Prix Thérouanne, pour Toulon et les Anglais en 1793.